# Вороніна Зінаїда Борисівна
Вороніна Зінаїда Борисівна (до шлюбу Дружиніна) (рос. Воронина Зинаида Борисовна (Дружинина), 10 грудня 1947, Йошкар-Ола, Марійська АРСР — пом. 17 березня 2001, Балашиха) — радянська гімнастка, олімпійська чемпіонка та чемпіонка світу і багаторазова чемпіонка СРСР.

## Біографічні дані
Зінаїда Дружиніна народилася в неблагополучній сім'ї, в якій батьки зловживали спиртними напоями. В шкільні роки зайнялася спортивною гімнастикою. До чотирнадцятиліття виграла кілька регіональних змагань і Всесоюзні юнацькі ігри. Потім після закінчення школи переїхала до Москви, зайняла друге місце на чемпіонаті СРСР і ввійшла до складу збірної СРСР.
1966 року на чемпіонаті світу завоювала срібну медаль в команді і бронзову у вільних вправах.
На чемпіонаті Європи 1967 була другою в абсолютному заліку та завоювала бронзові медалі на колоді і у вільних вправах.
На Олімпійських іграх 1968 Зінаїда Дружиніна була другою в абсолютному заліку та завоювала бронзові медалі на різновисоких брусах та в опорному стрибку.
Після Олімпіади одружилася з дворазовим олімпійським чемпіоном гімнастом Михайлом Вороніним. 1969 року Вороніна народила сина. 1970 року повернулася до тренувань і на чемпіонаті світу завоювала чотири медалі. Але це був її останній виступ. Разом з молодшою подругою по збірній Тамарою Лазакович вона стала зловживати спиртними напоями, програвати молодшим колегам, а потім відверто порушувати спортивний режим.
Зінаїду Вороніну виключили зі збірної, і вона пустилася берега. Михайло Воронін подав на розлучення і добився права опіки над сином, а Зінаїда Вороніна стала «асоціальним елементом» і перед Московською Олімпіадою була вислана з Москви.
З 1992 року ніде офіційно не працювала і до неї нікому не було діла. 17 березня 2001 року її знайшли мертвою. Влада Марій Ел організувала перевезення тіла на батьківщину і належне її спортивним заслугам поховання.